# المنطقة الحمراء (مسلسل)
المنطقة الحمراء هو مسلسل تلفزيوني عراقي.

## قصة المسلسل
تتناول الأحداث في إطار تشويقي مثير عودة عالم الآثار يوسف إلى بغداد بعد فترة طويلة من غيابه عن الوطن، ووقوعه في العديد من المشاكل بسبب جارته رحمة، التي يقتل يوسف - زوجها دفاعا عن النفس، ويخفيان الجثة سويا، ويفاجآن بأحد الأشخاص يهددهما بمقاطع فيديو مسجلة للجريمة.

## الممثلون
- باسم قهار
- كاظم القريشي
- إياد الطائي
- فاطمة الربيعي
- شهد الخطاب
- أمير إحسان
- خالد عمران
- زهراء غندور
- سيف الغانمي

## الجوائز والترشيحات
| السنة | الجائزة                                     | الفئة            | النتيجة | المراجع.    |
| ----- | ------------------------------------------- | ---------------- | ------- | ----------- |
| 2021  | جائزة إي تي بالعربي لأفضل الأعمال الرمضانية | أفضل مسلسل عراقي | رُشِّح     | [ 2 ] [ 3 ] |